# Große Australische Bucht
Die Große Australische Bucht (englisch Great Australian Bight) ist eine große Bucht an den zentralen und westlichen Teilen der Südküste Australiens. Die Bucht gehört zum Indischen Ozean.

## Lage
Laut der Definition des Internationalen Hydrographischen Bureaus liegt die Bucht zwischen West Cape Howe in Western Australia und South West Cape in Tasmanien. Oft wird mit Große Australische Bucht aber nur das Gebiet zwischen Cape Pasley in Western Australia und Cape Carnot auf der Eyre-Halbinsel in South Australia verstanden. Auch diese beiden Punkte liegen noch 1.160 km voneinander entfernt.
Während der Wintermonate ist die Große Australische Bucht sehr stürmisch. In der Großen Australischen Bucht treffen kalte und warme Strömungen aufeinander. Die Wellen gehören zu den höchsten und beständigsten weltweit. Der Schelf ist an gewissen Stellen mehr als 200 km breit. In die Große Australische Bucht fließt nur wenig Süßwasser, da in den Gebieten rund um die Bucht nur sehr wenig Regen fällt und Regenwasser meist nicht das Meer erreicht.
Die Küste der Großen Australischen Bucht ist geprägt von hohen Klippen, die Höhen bis zu 60 m erreichen, und Stränden. Weite Teile der Küste sind unbewohnt, insbesondere im Gebiet der Nullarborebene. Einzig die Ränder der Wüste ab der Eyre-Halbinsel und im Westen ab Esperance sind dünn besiedelt. Wichtige Orte im engeren Raum der Großen Australischen Bucht sind die Fischerei-Stadt Port Lincoln an der südlichen Spitze der Eyre-Halbinsel, Ceduna an deren westlichem Ende und das kleine Eucla an der Grenze zwischen Western und South Australia. Im größeren Einzugsbereich der Bucht sind vor allem die südaustralischen Städte Port Augusta im Spencer Gulf sowie Adelaide mit Metropolregion am Gulf St. Vincent zu erwähnen. Ganz im Westen kann man gemäß der weiteren Definition auch die Kleinstädte Albany und Esperance hinzuzählen.

## Fauna
Die Abgeschiedenheit und die verschiedenen Strömungen ließen im Schelf eine reiche Artenvielfalt entstehen, die stellenweise auch als Nationalparks geschützt ist. Oft sind es kleine Tiere wie Mollusken, Seesterne, Seeigel, Seepferdchen, Quallen, Seegurken und Seescheiden, aber auch viele Algen und Seegräser, die oft nur im einzigartigen Ökosystem der Bucht vorkommen. Zu den größeren Tierarten, die die Bucht bevölkern, zählen Haifische, Zwergpinguine, Glattwale und andere Meeressäuger. Südkaper kalben in der Bucht und ziehen die Kälber hier auf. Das Gebiet wurde durch die Fischindustrie ausgebeutet. Vor allem Thunfisch wurde viel gefischt.

## Nationalparks, Meeresschutzgebiete
Zahlreiche Küstenabschnitte sind Nationalparks und Meeresschutzgebiete, unter denen der Far West Coast Marine Park (South Australia) und das von der Bundesregierung verwaltete Great Australian Bight Commonwealth Marine Reserve (sie umfassen mitunter den ehemaligen Great Australian Bight Marine Park), das Western Eyre Commonwealth Marine Reserve (Bundesregierung), das Twilight Commonwealth Marine Reserve (Bundesregierung), der Nullarbor-Nationalpark (South Australia), der Nuyts-Archipelago-Conservation-Park (South Australia), der Nuyts Reef Conservation Park (South Australia), die Investigator Group Wilderness Protection Area (South Australia), der Coffin-Bay-Nationalpark (South Australia), der Whidbey Isles Conservation Park (South Australia), das Nuytsland Nature Reserve (South Australia), der Cape-Arid-Nationalpark (Western Australia), der Eucla-Nationalpark (Western Australia) und das Recherche Archipelago Nature Reserve (Western Australia) zu den wichtigsten zählen.

## Erste Europäer
Europäer fuhren erstmals in den Gewässern der Großen Australischen Bucht im Jahr 1627, als der holländische Seefahrer François Thijssen mit Pieter Nuyts, der die Gegend erstmals kartographierte, von Westen in die Bucht einfuhr. Erstmals sorgfältig kartographiert wurde sie 1802 durch den englischen Kapitän Matthew Flinders, als er den australischen Kontinent umsegelte. Eine Expedition an Land gelang Edward John Eyre.